# Ернст-Гюнтер Бааде
Ернст-Гюнтер Бааде (нім. Ernst-Günther Baade; нар. 20 серпня 1897, Фалькенхаген, Бранденбург — пом. 8 травня 1945, Бад-Зегеберг, Шлезвіг-Гольштейн) — німецький воєначальник часів Третього Рейху, генерал-лейтенант (1944) Вермахту. Один з 160 кавалерів Лицарського хреста з Дубовим листям та мечами (1944). Помер від отриманих поранень в останній день війни у Європі.

## Біографія

### Перша світова війна
18 серпня 1914 року добровольцем вступив до армії, в уланського полку. Воював на Східному фронті. З червня 1915 року — унтер-офіцер, з травня 1916 року — фенрих (кандидат в офіцери), з серпня 1916 року — лейтенант. За час війни нагороджений Залізними хрестами обох ступенів і Ганзейським хрестом.

### Між світовими війнами
Продовжив службу в рейхсвері, в кавалерії. До початку Другої світової війни — командир розвідувального батальйону, майор.

### Друга світова війна
Брав участь у Польській і Французької кампаніях. З грудня 1939 року — командир батальйону 22-го кінного полку (Reiter-Regiment), з березня 1940 року — підполковник.
З 22 червня 1941 року брав участь в німецько-радянській війні. У серпні 1941 року був важко поранений. Нагороджений Золотим німецьким хрестом.
З квітня 1942 року — полковник, командир стрілецького полку 15-ї танкової дивізії (в Африці). У червні 1942 року — нагороджений Лицарським хрестом. У липні 1942 року — важко поранений в боях під Ель-Аламейном. З грудня 1942 року — оберст Бааде прикомандирований до штабу збройних сил Італії.
У вересні-жовтні 1943 року — командує 15-ю танковою дивізією (в Італії), в листопаді-грудні 1943 року — 65-ї піхотної дивізії, потім з кінця грудня 1943 року — командує 90-й танково-гренадерської дивізії.
У лютому 1944 року — нагороджений дубовим листям до Лицарського хреста. З березня 1944 року — генерал-майор, з серпня 1944 року — генерал-лейтенант. У листопаді 1944 року — нагороджений мечами (№ 111) до Лицарського хреста з дубовим листям.
З грудня 1944 по лютий 1945 року — генерал-лейтенант Бааде в командному резерві. У березні 1945 року — командував 81-м армійським корпусом (в Німеччині). 18 квітня 1945 року — призначений в штаб командування на Північно-Заході. 24 квітня 1945 року — поранений в результаті нальоту британських штурмовиків, помер в госпіталі 8 травня 1945 року.

## Нагороди

### Перша світова війна
- Залізний хрест 2-го класу (25 листопада 1916)
- Залізний хрест 1-го класу (24 грудня 1917)
- Ганзейський Хрест (Гамбург) (травень 1918)
- Нагрудний знак «За поранення» в чорному (1 липня 1918)

### Міжвоєнний період
- Почесний хрест ветерана війни з мечами (5 лютого 1935)
- Медаль «За вислугу років у Вермахті» 4-го, 3-го і 2-го класу (18 років; 2 жовтня 1936) — отримав 3 медалі одночасно.

### Друга світова війна
- Застібка до Залізного хреста 2-го класу (18 вересня 1939)
- Застібка до Залізного хреста 1-го класу (5 червня 1940)
- Нагрудний знак «За участь у загальних штурмових атаках» 1-го ступеня (20 серпня 1940)
- Німецький хрест у золоті (2 листопада 1941)
- Лицарський хрест Залізного хреста з дубовим листям і мечами
  - Лицарський хрест (27 червня 1942)
  - Дубове листя (№ 402) (22 лютого 1944)
  - Мечі (№ 111) (16 листопада 1944)
- Медаль «За зимову кампанію на Сході 1941/42»
- Нарукавний знак «За знищений танк» 2-го ступеня (8 листопада 1943)
- Штурмовий піхотний знак
- Нарукавна стрічка «Африка»
- Нагрудний знак «За поранення» в сріблі
- Двічі відзначений у Вермахтберіхт
  - «На північному заході, у багатоденних оборонних боях біли Кассіно, особливо відзначилась 44-та рейхс-гренадерська дивізія «Гох унд Дойчемайстер» під командуванням генерал-лейтенанта Франека із підлеглими 8-м гренадерським батальйоном (моторизованим) і бойовою групою під командуванням оберста Бааде.» (8 лютого 1944)
  - «В боях останніх днів знову особливо відзначилась 90-та панцергренадерська дивізія, яка вже відзначилась біля Кассіно, на чолі з генерал-майором Бааде, разом із підлегличи сатинами армії та ВПС.» (27 травня 1944)

Військова кар'єра
- 18 серпня 1914 — волонтер
- 28 серпня 1915 — фанен-юнкер
- 22 серпня 1916 — лейтенант
- 1 грудня 1925 — обер-лейтенант
- 1 серпня 1933 — ротмістр
- 31 липня 1937 — майор
- 1 березня 1940 — оберст-лейтенант
- 16 березня 1942 — оберст
- 1 лютого 1944 — генерал-майор
- 1 серпня 1944 — генерал-лейтенант